# Політотдільський
Політотді́льський (рос. Политотдельский) — селище у складі Сладковського району Тюменської області, Росія.
Населення — 80 осіб (2010, 128 у 2002).
Національний склад станом на 2002 рік:
- росіяни — 63 %